# 山东省济南市中级人民法院
山东省济南市中级人民法院是中华人民共和国山东省济南市的中级人民法院。

## 沿革
1949年，山东省司法厅下设的各行署司法处，为日后的中级人民法院前身。行署司法处内设行政科、审理科、犯人教育所。各行署司法处管辖若干县级司法科。山东省各行署司法处有：鲁中南行署司法处，下辖6个专署司法科；胶东行署司法处，下辖4个专署司法科；渤海行署司法处，下辖4个专署司法科。此外，山东省司法厅还下设四个直属市人民法院：济南直属市人民法院、青岛直属市人民法院、徐州直属市人民法院、潍坊直属市人民法院。其中，济南直属市人民法院即今山东省济南市中级人民法院的前身。
1950年7月，山东省各级司法机构进行整编并更名，撤销渤海、胶东、鲁中南3个行署，改设7个行署，在各专署成立山东省人民法院分院。1950年10月， 华东军政委员会司法部转中央批复：“省分院称：×××省人民法院×××（地区名）分院。”1950年11月，山东省经整编后，共设11个山东省人民法院分院和4个直属市法院。11个分院是：山东省人民法院滕县分院、山东省人民法院临沂分院、山东省人民法院沂水分院、山东省人民法院泰安分院、山东省人民法院德州分院、山东省人民法院惠民分院、山东省人民法院淄博分院、山东省人民法院昌潍分院、山东省人民法院胶州分院、山东省人民法院莱阳分院、山东省人民法院文登分院。4个直属市法院是：济南市人民法院、青岛市人民法院、潍坊市人民法院、徐州市人民法院。
此次整编后，山东省人民法院各个分院下设秘书室、刑事审判庭、民事审判庭、犯人教育所。整编后，原来的直属市人民法院、特区人民法院改为市人民法院，下设秘书室、行政科、民事处、刑事处、问事处、犯人教育所。
1951年，山东省人民法院及各个市人民法院的犯人教育所移交同级公安机关管理。山东省人民法院分院下设秘书室、刑事审判处、民事审判处。市人民法院下设秘书室、刑事审判庭、民事审判庭。
1953年，部分山东省人民法院分院的机构有变化，另外济南市人民法院增设第二审判组，后来改为经济保护庭。各个市人民法院下设秘书室，第一、二、三、四审判组，分管反革命、劳资纠纷、婚姻、社会犯罪。同年，山东省人民法院分院共有16个，其中专署12个，省辖市3个，特区1个。12个专署分院是：山东省人民法院济宁分院、山东省人民法院德州分院、山东省人民法院菏泽分院、山东省人民法院昌潍分院、山东省人民法院文登分院、山东省人民法院泰安分院、山东省人民法院临沭分院、山东省人民法院莱阳分院、山东省人民法院胶州分院、山东省人民法院惠民分院、山东省人民法院聊城分院、山东省人民法院青岛分院；3个省辖市分院是：济南市人民法院、青岛市人民法院、烟台市人民法院；1个特区法院是：淄博特区人民法院。
1954年，《中华人民共和国人民法院组织法》公布后，山东省人民法院分院及省直属市、特区人民法院撤销，改为成立中级人民法院。山东省济南市中级人民法院正式成立。济南市中级人民法院下设办公室、刑事审判庭、民事审判庭、经济建设保护庭、公证处。
1955年，山东省部分中级人民法院机构设置改变，下设办公室、司法行政科、刑事审判庭、人民接待室。该年，山东省设有中级人民法院15个，其中专区11个，分别为山东省济宁专区中级人民法院、山东省临沂专区中级人民法院、山东省泰安专区中级人民法院、山东省德州专区中级人民法院、山东省惠民专区中级人民法院、山东省昌潍专区中级人民法院、山东省胶州专区中级人民法院、山东省莱阳专区中级人民法院、山东省文登专区中级人民法院、山东省聊城专区中级人民法院、山东省菏泽专区中级人民法院；市中级法院3个，分别为山东省济南市中级人民法院、山东省青岛市中级人民法院、山东省淄博市中级人民法院。1955年7月，烟台市升为省辖市，山东省烟台市人民法院升格为山东省烟台市中级人民法院。其他如潍坊市、济宁市、德州市、临清市、威海市等市虽然也均为省辖市，但是委托专署督导，故法院仍为基层人民法院。
1958年，山东省济南市中级人民法院、山东省青岛市中级人民法院、山东省淄博市中级人民法院分别与市司法局合署办公。1959年，山东省有中级人民法院9个， 其他法院设置未改变。1960年，各中级人民法院下设刑事审判庭、民事审判庭、办公室。1961年，山东省济南市中级人民法院、山东省青岛市中级人民法院、山东省淄博市中级人民法院增设司法行政科。1961年，山东省有12个中级人民法院：山东省济南市中级人民法院、山东省青岛市中级人民法院、山东省淄博市中级人民法院、山东省烟台地区中级人民法院、山东省昌潍地区中级人民法院、山东省临沂地区中级人民法院、山东省惠民地区中级人民法院、山东省德州地区中级人民法院、山东省聊城地区中级人民法院、山东省济宁地区中级人民法院、山东省菏泽地区中级人民法院、山东省泰安市中级人民法院。
1963年，中共最高人民法院党组提出中级人民法院恢复司法行政科，负责“管理法院的设置、编制、干部管理、训练教育、人民调解委员会、人民陪审员、政策法律宣传和公证”。据此，中级人民法院下设刑事审判庭、民事审判庭、办公室、司法行政科。
文化大革命开始后，1967年，山东省各中级人民法院成立革命委员会。1968年，山东省法院系统实行军管，由军事管理委员会统管公检法，中级人民法院成立公安机关军事管制委员会，下设办公室、治安组、侦察组、审批组和刑警队。1973年，军管结束，根据上级指示，山东省各中级人民法院恢复办公，下设办公室、司法行政科、刑事审判庭、民事审判庭。1975年，山东省有13个地市中级人民法院，包括新成立的山东省枣庄市中级人民法院。
1977年，山东省各中级人民法院相继设立政工科，山东省各中级人民法院自此下设办公室、司法行政科、公证处、刑事审判庭、民事审判庭、政工科。1979年，根据上级指示，山东省各中级人民法院增设经济审判庭。同年，增设胜利油田中级人民法院。至此，山东省共有14个中级人民法院。
1980年，山东省各中级人民法院增设政策研究室，并成立第二刑事审判庭。至此，山东省各中级人民法院下设办公室，政工科、政策研究室、第一刑事审判庭、第二刑事审判庭、经济审判庭。1982年，山东省济南市中级人民法院增设信访处。
1986年底，山东省有市、地中级人民法院14个，专门人民法院2个。 14个中级人民法院包括：山东省济南市中级人民法院、山东省青岛市中级人民法院、山东省淄博市中级人民法院、山东省枣庄市中级人民法院、山东省东营市中级人民法院、山东省烟台市中级人民法院、山东省潍坊市中级人民法院、山东省济宁市中级人民法院、山东省泰安市中级人民法院、山东省惠民地区中级人民法院、山东省德州地区中级人民法院、山东省聊城地区中级人民法院、山东省临沂地区中级人民法院、山东省菏泽地区中级人民法院。2个专门人民法院是：中华人民共和国青岛海事法院、济南铁路运输中级法院。
1990年，山东省有16个中级人民法院及2个专门法院，包括：山东省济南市中级人民法院、山东省青岛市中级人民法院、山东省淄博市中级人民法院、山东省枣庄市中级人民法院、山东省东营市中级人民法院、山东省烟台市中级人民法院、山东省潍坊市中级人民法院、山东省济宁市中级人民法院、山东省泰安市中级人民法院、山东省威海市中级人民法院、山东省日照市中级人民法院、山东省德州地区中级人民法院、山东省惠民地区中级人民法院、山东省聊城地区中级人民法院、山东省临沂地区中级人民法院、山东省菏泽地区中级人民法院、济南铁路运输中级法院、中华人民共和国青岛海事法院。
2008年，山东省济南市中级人民法院内设28个职能部门，下辖历下区、市中区、槐荫区、天桥区、历城区、长清区、章丘市、平阴县、济阳县、商河县、济南高新技术产业开发区11个基层人民法院，30处人民法庭；济南市法院系统在编人员1623人（其中法官930人），其中山东省济南市中级人民法院在编人员391人（其中法官219人）。
2011年9月26日，山东省济南市中级人民法院“网上法院”开通仪式举行。

## 机构设置

### 审判机构
- 立案庭（书记员管理处合署办公）
- 刑事审判第一庭
- 刑事审判第二庭
- 民事审判第一庭
- 民事审判第二庭
- 民事审判第三庭
- 民事审判第四庭
- 民事审判第五庭
- 行政审判庭（赔偿委员会办公室合署办公）
- 审判监督庭
- 执行局（下设执行一庭、执行二庭）[4]

### 其他机构
- 办公室（行政装备管理处合署办公）
- 政治部
  - 组织人事处
  - 法官管理处
  - 教育培训处
- 纪检组（监察室合署办公）
- 研究室（审判委员会办公室合署办公）
- 技术室
- 法警支队
- 离退休干部工作处
- 机关党委
- 案件评查室
- 基建办公室
- 济南市法官培训中心
- 机关服务中心
- 网络信息管理中心
- 司法鉴定中心[4]

## 历任领导
| 院长 副院长 | 党组书记 |

## 知名案例
- 2003年，原安徽省副省长王怀忠案一审
- 2006年，原安徽省政协副主席王昭耀案一审
- 2007年，原首都机场集团董事长李培英案一审
- 2010年，鲁信面粉有限公司诉山东省人民政府行政复议案
- 2012年，杨永智诉济南大学不履行授予学士学位法定职责案
- 2013年，薄熙来案一审
- 2013年，某网站违法提供《鬼吹灯2》有偿下载案
- 2013年，贵州茅台公司“茅台”商标维权案
- 2013年，某商场违法销售张惠妹、田馥甄专辑案
- 2013年，“先玉335”玉米植物新品种权维权案
- 2016年，原全国政协副主席苏荣案一审
- 2019年，原安徽省人民政府副省长周春雨案一审

## 对应基层人民法院
- 山东省济南市历下区人民法院
- 山东省济南市市中区人民法院
- 山东省济南市槐荫区人民法院
- 山东省济南市天桥区人民法院
- 山东省济南市历城区人民法院
- 山东省济南市长清区人民法院
- 山东省济南市章丘市区人民法院
- 山东省平阴县人民法院
- 山东省商河县人民法院
- 山东省济阳县人民法院
- 济南高新技术产业开发区人民法院